# Mariusz Wlazły
Mariusz Wlazły (Wieluń, 4 agosto 1983) è un pallavolista polacco.

## Carriera
Fin dal 2003 milita nelle file del Skra Bełchatów

## Palmarès

### Club
- Campionato polacco: 9

2004-05, 2005-06, 2006-07, 2007-08, 2008-09, 2009-10, 2010-11, 2013-14, 2017-18
- Coppa di Polonia: 7

2004-05, 2005-06, 2006-07, 2008-09, 2010-11, 2011-12, 2015-16
- Supercoppa polacca: 4

2012, 2014, 2017, 2018

### Nazionale (competizioni minori)
- Campionato mondiale Under-21 2003

### Premi individuali
- 2006 - Campionato polacco: MVP
- 2008 - Champions League: Miglior attacco
- 2008 - Campionato polacco: MVP
- 2008 - Memorial Hubert Wagner: MVP
- 2008 - Memorial Hubert Wagner: Miglior attacco
- 2008 - Memorial Hubert Wagner: Miglior servizio
- 2009 - Coppa di Polonia: MVP
- 2010 - Champions League: Miglior realizzatore
- 2010 - Campionato polacco: MVP
- 2011 - Coppa di Polonia: MVP
- 2011 - Campionato polacco: MVP
- 2012 - Champions League: MVP
- 2012 - Supercoppa polacca: MVP
- 2014 - Campionato polacco: MVP
- 2014 - Campionato mondiale: MVP
- 2014 - Campionato mondiale: Miglior opposto
- 2015 - CEV: Giocatore più spettacolare dell'anno
- 2016 - Coppa di Polonia: MVP
- 2016 - Coppa di Polonia: Miglior attaccante
- 2018 - Supercoppa polacca: MVP